# Dolors Folch i Fornesa
Dolors Folch i Fornesa és una sinòloga i professora universitària catalana, parella de Xavier Folch i Recasens i mare de Marina Folch i Folch (metgessa), Albert Folch i Folch (professor de bioenginyeria als Estats Units), i de l'editor Ernest Folch i Folch. El 1965 es llicencià en història (aleshores una secció de la facultat de Filosofia i Lletres) a la Universitat de Barcelona, i el 1991 es doctorà en història a la Universitat Autònoma de Barcelona amb la tesi Bàrbars, fronteres i territori en els sis primers annals de les Memòries Històriques de Sima Qian (publicada el 1993).
Ha estat degana de la Facultat d'Humanitats de la Universitat Pompeu Fabra (1992-1999), coordinadora de la llicenciatura en estudis de l'Àsia oriental (2003-2005), professora d'història antiga fins que es va jubilar el 2011 i actualment és professora emèrita.
Especialista en història antiga i sinologia, les seves principals línies de recerca s'han centrat en la Xina de la dinastia Ming i les relacions que va mantenir amb l'Europa del segle xvi. El 1996 va fundar l'Escola d'Estudis de l'Àsia Oriental del Departament d'Humanitats de la UPF, de la qual va ser directora fins al 2011. Ha treballat en la catalogació de fons bibliogràfics xinesos a les biblioteques espanyoles per tal de fer-ne un corpus digitalitzat, i ha escrit articles sobre la Xina a l'Avenç i a l'anuari de la Fundació CIDOB, institució al Patronat de la qual s'incorporà el gener de 2017 com a membre a títol personal. El 2012 va rebre la Creu de Sant Jordi.

## Obres
- Iniciación al vocabulario del análisis histórico (amb Pierre Vilar, Crítica, 1980) ISBN 84-7423-116-7
- Wang Wei, Vell País Natal (Editorial Empúries, 1986)
- El món oriental (UOC, 2000) ISBN 84-8429-113-8
- La construcció de la Xina (Empúries, 2002) ISBN 9788497875349
- Els grans viatges de Zheng He (Angle, 2008)
- El mundo chino, de Jacques Gernet (Crítica, 1991) ISBN 84-7423-491-3
- La fundació de l'imperi xinès (Editorial Empúries, 1991)